# Morrinhos (kommun i Brasilien, Goiás, lat -17,80, long -49,09)
Morrinhos är en kommun i Brasilien.   Den ligger i delstaten Goiás, i den sydöstra delen av landet, 260 km sydväst om huvudstaden Brasília. Antalet invånare är 41 457. Arean är 2 486 kvadratkilometer.
Terrängen i Morrinhos är lite kuperad.
Följande samhällen finns i Morrinhos:
- Morrinhos

Omgivningarna runt Morrinhos är huvudsakligen savann. Runt Morrinhos är det glesbefolkat, med 13 invånare per kvadratkilometer.